# Ascidieria cymbidifolia
Ascidieria cymbidifolia är en orkidéart som först beskrevs av Henry Nicholas Ridley, och fick sitt nu gällande namn av Wally Suarez och James Edward Cootes. Ascidieria cymbidifolia ingår i släktet Ascidieria och familjen orkidéer. Inga underarter finns listade i Catalogue of Life.